# Laney Stewart
Pour les articles homonymes, voir Stewart.
Laney Stewart (né le 10 janvier 1966) est un parolier américain, producteur de musique, musicien, agent artistique, éditeur de musique, exécuteur de musique. Il est le frère du producteur Christopher "Tricky" Stewart.